# Campeonato Feminino da CONCACAF de 1991
O Campeonato Feminino da CONCACAF de 1991, apesar de ser uma competição não oficial, foi um torneio qualificador da CONCACAF para a Copa do Mundo de Futebol Feminino de 1991.
O torneio realizou-se em Porto Príncipe, Haiti entre 16 e 27 de Abril e composta por 8 equipes.

## Fase de grupos

### Grupo A
| Seleção           | Pts | J | V | E | D | GP | GC |
| ----------------- | --- | - | - | - | - | -- | -- |
| Estados Unidos    | 6   | 3 | 3 | 0 | 0 | 34 | 0  |
| Trinidad e Tobago | 3   | 3 | 1 | 1 | 1 | 4  | 12 |
| México            | 2   | 3 | 1 | 0 | 2 | 9  | 16 |
| Martinica         | 1   | 3 | 0 | 1 | 2 | 2  | 21 |

| 18 de Abril | Estados Unidos | 12 – 0 | México |  |
|             |                |        |        |  |

| 18 de Abril | Martinica | 1 – 1 | Trinidad e Tobago |  |
|             |           |       |                   |  |

| 20 de Abril | Trinidad e Tobago | 3 – 1 | México |  |
|             |                   |       |        |  |

| 20 de Abril | Estados Unidos | 12 – 0 | Martinica |  |
|             |                |        |           |  |

| 22 de Abril | Martinica | 1 – 8 | México |  |
|             |           |       |        |  |

| 22 de Abril | Estados Unidos | 10 – 0 | Trinidad e Tobago |  |
|             |                |        |                   |  |

### Grupo B
| Seleção    | Pts | J | V | E | D | GP | GC |
| ---------- | --- | - | - | - | - | -- | -- |
| Canadá     | 6   | 3 | 3 | 0 | 0 | 17 | 0  |
| Haiti      | 4   | 3 | 2 | 0 | 1 | 5  | 2  |
| Costa Rica | 2   | 3 | 1 | 0 | 2 | 2  | 11 |
| Jamaica    | 0   | 3 | 0 | 0 | 3 | 1  | 12 |

| 16 de Abril | Canadá | 6 – 0 | Costa Rica |  |
|             |        |       |            |  |

| 17 de Abril | Jamaica | 0 – 1 | Haiti |  |
|             |         |       |       |  |

| 19 de Abril | Canadá | 9 – 0 | Jamaica |  |
|             |        |       |         |  |

| 19 de Abril | Haiti | 4 – 0 | Costa Rica |  |
|             |       |       |            |  |

| 21 de Abril | Jamaica | 1 – 2 | Costa Rica |  |
|             |         |       |            |  |

| 21 de Abril | Canadá | 2 – 0 | Haiti |  |
|             |        |       |       |  |

## Fases finais

### Semi-finais
| 24 de Abril | Canadá | 6 – 0 | Trinidad e Tobago |  |
|             |        |       |                   |  |

| 25 de Abril | Estados Unidos | 10 – 0 | Haiti |  |
|             |                |        |       |  |

### Terceiro lugar
| 27 de Abril | Trinidad e Tobago | 4 – 2 | Haiti |  |
|             |                   |       |       |  |

### Final
| 28 de Abril | Estados Unidos | 5 – 0 | Canadá |  |
|             |                |       |        |  |

## Premiações

### Campeã
| Vencedor                 |
| ------------------------ |
| ESTADOS UNIDOS 1º título |

## Selecções apuradas para aCopa do Mundo
- Estados Unidos